# 목포진지
목포진지(木浦鎭址)는 대한민국 전라남도 목포시 만호동에 있는 조선시대의 목포진 터이다. 1987년 1월 15일 전라남도의 문화재자료 제137호로 지정되었다.

## 개요
목포지역은 예부터 내륙과 해상을 연결하는 군사상의 요충지였는데, 목포진은 조선시대 수군(水軍)의 진영으로 목포영, 목포대라고 부른다. 조선 왕조 때 각 도의 여러 진에 붙은 종 4품의 무관인 만호(萬戶)가 배치되었다고 해서 만호영, 만호진, 만호청이라고 부르기도 한다.
여러 기록을 통해서 볼 때 조선 세종 15년(1433)에 목포병선을 황원(현재 해남)으로 옮기고, 세종 21년(1439)에 현재의 자리에 목포 만호진을 설치하였으며, 개항과 함께 고종 21년(1895)에 폐진된 것으로 보인다. 현재 목포 만호진의 성이나 유적은 거의 남아있지 않다. 원래 위치는 대략 현재의 목포시 만호동 일대일 것으로 추측되며, 이 일대 민가의 담장이나 축대에서 당시의 돌을 확인할 수 있다.
만호진의 성은 일본 영사관, 영국 영사관 기지로 사용되다가 민가로 전용되었으며, 만호동 공터에는 목포진 유적비라고 적힌 비석이 있다. 2020년 현재 객사(客舍)를 중심으로 건물 일부가 복원되어 있다.

## 참고 문헌
- 목포진지 - 국가유산청 국가유산포털